# Sarcophaga forma
Sarcophaga forma är en tvåvingeart som beskrevs av Blackith och Thomas Pape 1999. Sarcophaga forma ingår i släktet Sarcophaga och familjen köttflugor.
Artens utbredningsområde är Oman. Inga underarter finns listade i Catalogue of Life.